# Jon Fausty
Jon Fausty (Nueva York, Estados Unidos, 20 de febrero de 1949-29 de septiembre de 2023) fue un ingeniero de grabación y sonido estadounidense, ganador de múltiples premios Grammy, mejor conocido por su trabajo en algunos de los álbumes latinos más exitosos jamás grabados.
La carrera de Fausty abarca más de seis décadas. Diseñó y produjo grabaciones en los Estados Unidos, Canadá, Cuba y Europa, tanto en estudio como en presentaciones en vivo.

## Carrera temprana
Nacido en Westchester, Nueva York, de ascendencia judía rusa y húngara, Fausty “ayudó a dar forma al sonido de la música latina”. Fausty originalmente quería ser disc jockey de radio, pero se interesó en la ingeniería de sonido después de una visita casual en 1960 a Mirasound Studios en Manhattan. Los ingenieros le permitieron observar y aprender. Su primer trabajo fue en los estudios Groove Sound, donde se convirtió en asistente de Wiley Brooks. Después de que Brooks se fue, Fausty se convirtió en el ingeniero jefe a los 18 años. Permaneció en Groove Studios durante un año.
Su primera grabación latina fue Cesta All-Stars en Groove Sound. Nuevo en la música latina y los instrumentos latinos, pensó que había estropeado la grabación. Luego fue a Delta Studios, donde grabó jingles y comerciales, y aquí es donde perfeccionó sus habilidades. Mientras estuvo en Delta, grabó un álbum con Willie Rosario, Charlie Palmieri y Manique. Estas grabaciones le permitieron aprender las “matemáticas” del sonido salsero (clave y tumbao).

## Carrera posterior
Después de un encuentro casual con Larry Harlow en la jam session de un amigo, Harlow luego llamaría a Fausty y le pediría que hiciera una audición en Good Vibrations Sound Studios (anteriormente RKO Sound Studios), que era propiedad de Fania Records. De aproximadamente 40 candidatos, se contrató a Fausty. Fausty fue fundamental para equipar el estudio con la última tecnología, incluido un techo retráctil diseñado específicamente para aislar las secciones de percusión para que no interfieran con otros aspectos de la grabación. 
Ha grabado con Willie Colón, Héctor Lavoe, Ray Barretto, Johnny Pacheco, La Sonora Ponceña, Roberto Roena, Cheo Feliciano, Hermanos Lebrón, Ismael Miranda, Larry Harlow, Típica 73, Fania All-Stars, Bobby Valentin, La Sonora Matancera, Pete "El Conde" Rodríguez, Mon Rivera, Tommy Olivencia, Caco, Mongo Santamaría, Lalo Rodríguez, Simon Perez, Rocky Pagan, Joe Cuba, Puerto Rico All-Stars, La Lupe, Diego Melon, El Gran Combo de Puerto Rico, Willie Rosario, Johnny "Dandy" Rodríguez Jr, Jerry González, Eddie Palmieri, Kip Hanrahan, Jack Bruce, Milton Cardona, Roberto Torres, Conjunto Clásico, Daniel Ponce, Los Van Van, David Burn, Angel Canales, Christie Mcfol, Astor Piozole, Justo Betancourt, Johnny Ventura, Luis Ramirez, Bobby Rodriguez, Paco Vazquez, Munequitos de Matanzas, Tito Puente, Hilton Ruiz, Bronx Horns, Orlando Valle, Paquito D'Rivera, Yomo Toro, Gilberto Santa Rosa, Chucho Valdés, Manny Oquendo, Puerto Rican Power, Grupo Niche, Chico O'Farrill, George Benson, Jack Bruce, Vocal Sampling, Tito Nieves, Fernando Villalona, Víctor Manuelle, Luis Perico Ortiz, Los Vacillos, Esaú Delgado, Angel Melendez, Machito Rivera, Ralphy Levit entre otros.
Generalmente se mantuvo alejado de los efectos especiales y enfatizó capturar actuaciones de manera simple, limpia y rápida, con el equipo de alta calidad que para ese entonces era un hecho, incluso en los estudios más modestos de Nueva York. El resultado neto es que muchos discos de salsa desde la década de 1970 hasta principios de la década de 1980 tienen un sonido clásico atemporal, que tiene poco tiempo de antigüedad”.
Tiene miles de grabaciones de las cuales 18 han sido galardonadas con premios Grammy. Ha ganado premios Grammy con Chucho Valdés, Celia Cruz, Rubén Blades, Marc Anthony.

## Discografía seleccionada
- 1961	Sabu's Jazz Espagnole	Sabu Martinez	Remastering
- 1965	Mozambique	Eddie Palmieri	Remastering
- 1966	Bad Breath	Bobby Valentín	Remastering
- 1967	Bravo Celia Cruz	Celia Cruz	Remastering
- 1967	Con Todos los Hierro	Cortijo / Ismael Rivera	Remastering
- 1967	Jala Jala y Boogaloo	Ricardo Ray	Remastering
- 1968	Hacheros Pa' un Palo	La Sonora Ponceña	Remastering
- 1968	The Hustler	Willie Colón	Remastering
- 1968	The Tingling Mother's Circus	The Tingling Mother's Circus	Engineer
- 1968	Soul of Machito	Machito	Remastering
- 1970	Algo Nuevo	Bobby Valentín	Remastering
- 1970	Conjunto Clasico	Conjunto Clasico	Engineer
- 1971	Chivirico [1971]	Chivirico Davila	Engineer
- 1971	Live at the Cheetah, Vol. 1	Fania All-Stars	Engineer, Audio Engineer
- 1972	Desde Puerto Rico a Nueva York	La Sonora Ponceña	Remastering
- 1972	En La Union Esta La Fuerza	The Lebrón Brothers	Remastering
- 1972	La Sonora Poncena	La Sonora Ponceña	Engineer
- 1972	Recorded Live at Sing Sing, Vol. 1	Eddie Palmieri	Remastering
- 1972	The Message	Ray Barretto	Remastering
- 1972	Visitation	Chirco	Production Engineer, Mixing Engineer
- 1973	Asalto Navideño, Vol. 2	Willie Colón / Héctor Lavoe	Engineer, Audio Engineer
- 1973	Asi Se Compone un Son	Ismael Miranda	Engineer, Audio Engineer
- 1973	Asunto de Familia	The Lebrón Brothers	Engineer
- 1973	Chivirico [1973]	Chivirico Davila	Engineer, Audio Engineer
- 1973	Felicidades	Cheo Feliciano	Engineer
- 1973	Indestructible	Ray Barretto	Engineer, Audio Engineer, Liner Notes
- 1973	Infinito	Willie Rosario	Engineer
- 1973	Lo Mato	Willie Colón	Engineer, Audio Engineer, Remastering
- 1973	Roberto Roena y su Apollo Sound, Vol. 5	Roberto Roena / Su Apollo Sound	Engineer, Audio Engineer, Recording Director
- 1973	The Other Road	Ray Barretto	Engineer
- 1973	Tres de Café y Dos de Azúcar	Johnny Pacheco	Engineer
- 1974	Celia & Johnny	Celia Cruz / Johnny Pacheco	Engineer
- 1974	El Conde	Pete "El Conde" Rodríguez	Engineer, Audio Production
- 1974	En Fa Menor	Ismael Miranda	Engineer
- 1974	En Una Nota!	Monguito Santamaria	Mixing Engineer, Recording
- 1974	In Motion	Bobby Valentín	Engineer, Audio Engineer
- 1974	La Verdad (The Truth)	Javier Vazquez y Su Salsa	Engineer, Mixing Engineer
- 1974	Latin-Soul-Rock	Fania All-Stars	Mixing
- 1974	Live at Yankee Stadium	Mongo Santamaría	Mixing, Mixing Engineer
- 1974	Love Is...Seguida	Seguida	Assistant
- 1974	Rey del Bajo	Bobby Valentín	Engineer, Audio Engineer
- 1974	Roberto Roena y su Apollo Sound, Vol. 6	Roberto Roena	Engineer, Audio Engineer
- 1974	Salsa	Larry Harlow / Orchestra Harlow	Engineer, Audio Engineer
- 1975	Barretto	Ray Barretto	Engineer, Remastering
- 1975	El Judio Maravilloso	Orchestra Harlow	Remastering
- 1975	El Maestro	Johnny Pacheco	Engineer
- 1975	Escucha mi Canción	Paquito Guzmán	Engineer
- 1975	Este Es Ismael Miranda	Ismael Miranda	Engineer
- 1975	La Voz	Héctor Lavoe	Engineer, Audio Engineer, Liner Notes
- 1975	Live at Yankee Stadium, Vol. 1	Fania All-Stars	Mixing
- 1975	Planté Bandera	Tommy Olivencia	Engineer, Audio Engineer, Remastering
- 1975	The Good, the Bad, the Ugly	Willie Colón	Engineer, Audio Engineer
- 1975	There Goes the Neighborhood	Willie Colón / Mon Rivera	Engineer, Remastering
- 1975	Tremendo Caché	Celia Cruz / Johnny Pacheco	Engineer
- 1976	Andy Harlow's Latin Fever	Andy Harlow	Engineer
- 1976	Cocinando la Salsa (Cookin' the Sauce)	Joe Cuba / Joe Cuba Sextet	Engineer
- 1976	Con Mi Viejo Amigo	Ismael Miranda	Engineer
- 1976	Conquista Musical	La Sonora Ponceña	Engineer
- 1976	De Ti Depende (It's Up to You)	Héctor Lavoe	Engineer, Audio Engineer
- 1976	El Gigante del Sur	La Sonora Ponceña	Engineer, Mixing
- 1976	Este Negro Si Es Sabroso	Pete "El Conde" Rodríguez	Audio Engineer
- 1976	I Can See	Ralfi Pagan	Engineer, Mixing
- 1976	Introducing Lalo Rodríguez and Simon Pérez	Tommy Olivencia	Engineer, Audio Engineer
- 1976	Live at Yankee Stadium, Vol. 2	Fania All-Stars	Mixing, Remastering, Mixing Engineer
- 1976	Lucky 7	Roberto Roena	Engineer, Audio Engineer, Remastering
- 1976	Para Mi Gente	Chivirico Davila	Engineer, Mixing
- 1976	Rhythm in the House	Hilton Ruiz	Engineer
- 1976	Sofrito	Mongo Santamaría	Engineer
- 1976	Tomorrow: Barretto Live	Ray Barretto	Engineer
- 1976	Tribute to Tito Rodriguez	Fania All-Stars	Engineer, Mixing
- 1976	Ubane	Mongo Santamaría	Engineer
- 1976	Union Dinamica	Kako	Engineer
- 1977	10th Anniversary	The Lebrón Brothers	Engineer, Recording
- 1977	Con Salsa y Sabor: Charlie Palmieri & Menique	Charlie Palmieri	Remastering
- 1977	El Jardinero del Amor	Larry Harlow	Engineer
- 1977	La Raza Latina: A Salsa Suite	Larry Harlow / Orchestra Harlow	Engineer, Mixing
- 1977	Llego Melon	Johnny Pacheco	Engineer
- 1977	Metiendo Mano!	Rubén Blades / Willie Colón	Engineer
- 1977	Mintiendo se Gana Más	Paquito Guzmán	Mixing
- 1977	No Voy Al Festival	Ismael Miranda	Engineer, Remastering
- 1977	One of a Kind (Unica en Su Clase)	La Lupe	Engineer
- 1977	Only They Could Have Made This Album	Willie Colón / Celia Cruz	Engineer, Audio Engineer
- 1977	Puerto Rico All Stars	Puerto Rico All Stars	Engineer, Mixing
- 1977	Roberto Roena y su Apollo Sound, Vol. 9	Roberto Roena	Engineer
- 1978	49 Minutes	Willie Colón	Engineer
- 1978	A Todo Mis Amigos	Celia Cruz	Remastering
- 1978	Comedia	Héctor Lavoe	Engineer, Mixing
- 1978	El Albino Divino	Larry Harlow	Engineer, Mixing
- 1978	El Progreso	Roberto Roena	Remastering
- 1978	Explorando	La Sonora Ponceña	Engineer, Audio Engineer
- 1978	Fiesta de Soneros	Tommy Olivencia	Mixing, Recording
- 1978	La 8va. Maravilla	Roberto Roena	Engineer
- 1978	Peligro	Paquito Guzmán	Engineer, Mixing
- 1978	Siembra	Rubén Blades / Willie Colón	Engineer, Audio Engineer, Liner Notes
- 1978	The Brillante	Celia Cruz	Engineer
- 1979	El Rey del Ritmo	Willie Rosario	Engineer
- 1979	Recordando a Felipe Pirela	Héctor Lavoe	Engineer, Mixing
- 1979	Solo	Willie Colón	Engineer, Audio Engineer, Recording Director, Live Sound Engineer
- 1980	Dandy's Dandy: A Latin Affair	Latin Percussionists	Engineer, Remixing
- 1980	El De a 20 De Willie	Willie Rosario	Mixing
- 1980	Maestra Vida: Primera Parte	Rubén Blades	Engineer, Audio Engineer, Mixing
- 1980	Maestra Vida: Segunda Parte	Rubén Blades	Engineer, Audio Engineer, Mixing
- 1980	Unity	El Gran Combo de Puerto Rico	Engineer
- 1981	Canciones del Solar de los Aburridos	Rubén Blades / Willie Colón	Engineer
- 1981	Carabali	Carabali	Mixing
- 1981	Fantasmas	Willie Colón	Engineer, Audio Engineer, Remixing
- 1981	Happy Days	El Gran Combo de Puerto Rico	Mixing
- 1981	The Portrait of a Salsa Man	Willie Rosario	Mixing
- 1982	Calidad	Adalberto Santiago	Remastering
- 1982	Corazón Guerrero	Willie Colón	Engineer, Audio Engineer, Technical Director
- 1982	Coup de Tête	Kip Hanrahan	Engineer, Mixing, Editing, Overdubs
- 1982	Criollo	The Lebrón Brothers	Remastering
- 1982	Desire Develops an Edge	Kip Hanrahan	Engineer, Mixing
- 1982	El Encuentro	Johnny Rodriguez y Su Orquestra	Engineer, Mixing
- 1982	Super Apollo 47:50	Roberto Roena / Adalberto Santiago	Remastering
- 1982	The Last Fight	Rubén Blades / Willie Colón	Engineer, Mixing
- 1982	The River Is Deep	Jerry González	Mixing
- 1982	Totico Y Sus Rumberos	Totico Y Sus Rumberos	Engineer, Remastering, Digital Remastering
- 1982	Ya Yo Me Cure	Jerry González	Engineer
- 1982	Yo Soy Latino	Larry Harlow / Orchestra Harlow	Engineer
- 1983	Bahia	Gato Barbieri	Remastering
- 1983	El Que la Hace la Paga	Rubén Blades	Engineer, Mixing
- 1983	Vigilante	Willie Colón / Héctor Lavoe	Engineer, Mixing, Recording Director
- 1984	Carabali 2	Carabali	Mixing
- 1984	Lo Que Pide La Gente	Fania All-Stars	Remastering
- 1985	A Few Short Notes from the End Run	Kip Hanrahan	Engineer
- 1985	Bembe	Milton Cardona	Engineer, Audio Engineer
- 1985	Conjure: Music for the Texts of Ishmael Reed		Mixing
- 1985	Vertical's Currency	Kip Hanrahan	Engineer, Mixing
- 1986	Elegantemente Criollo	Roberto Torres	Engineer, Mixing
- 1986	Live in Japan 1976	Fania All-Stars	Remastering
- 1987	Afro Caribbean Jazz	Batacumbele	Sequencing, Mixdown Engineer
- 1987	Arawe	Daniel Ponce	Engineer
- 1987	Asi Es Mi Pueblo	Conjunto Clasico	Engineer
- 1987	En Su Décimoquinto Aniversario	Johnny Ventura	Engineer
- 1988	Antecedente	Rubén Blades / Rubén Blades y Son del Solar	Engineer, Mixing
- 1988	Days and Nights of Blue Luck Inverted	Kip Hanrahan	Engineer, Mixing
- 1988	Maelo...El Único	Ismael Rivera	Mastering Engineer
- 1988	Music From Do the Right Thing		Engineer, Mixing, Mixing Engineer
- 1988	Songo	Los Van Van	Producer, Engineer, Mixing
- 1988	Windsong	Rachel Faro	Engineer
- 1989	Live Session, Vol. 2	Steve Nelson / Bobby Watson	Engineer
- 1989	Rei Momo	David Byrne	Engineer, Production Coordination
- 1989	Samba de Flora	Airto / Airto Moreira	Engineer
- 1989	Sueño	Eddie Palmieri	Producer, Engineer, Mixing, Editing
- 1990	Routes of Rhythm, Vol. 1: Carnival of Cuba		Editing, Post Production Engineer
- 1990	Routes of Rhythm, Vol. 2 (Cuban Dance Party)		Editing, Post Production Engineer
- 1990	Rubén Blades y Son del Solar...Live!	Rubén Blades / Rubén Blades y Son del Solar	Mixing
- 1990	Salt & Tabasco		Producer
- 1991	Caminando	Rubén Blades / Rubén Blades y Son del Solar	Engineer
- 1991	Electric Landlady	Kirsty MacColl	Engineer, Audio Engineer, Mixing
- 1991	Harlem Blues	Satan & Adam	Editing
- 1991	Salsa Y Sabor		Engineer, Mastering Engineer, Producer, Recording Producer
- 1991	Ya es Tiempo (It's Time)	Angel Canales	Engineer
- 1992	Amor y Control	Rubén Blades y Son del Solar	Engineer, Mixing
- 1992	Con El Sabor De...Roberto Torres	Roberto Torres	Engineer, Mixing, Mezcla
- 1992	El Caballo Negro	Johnny Ventura	Engineer
- 1992	Fe Esperanza Y Caridad	Henry Fiol	Engineer, Mixing
- 1992	Interpretan a Rafael Hernandez	SAR All Stars	Engineer, Mixing
- 1992	Irresistible	Ray Barretto	Remastering
- 1992	Justo Betancourt [#1]	Justo Betancourt	Engineer
- 1992	Llegó la India Vía Eddie Palmieri	India	Engineer, Mixing, Editing
- 1992	Music Makers	Bonny Cepeda	Engineer
- 1992	Pa' Bravo Yo	Justo Betancourt	Engineer, Remastering
- 1992	Pepe Mora	Pepe Mora	Engineer
- 1992	Recuerda a Portabales	Roberto Torres	Mixing, Mezcla
- 1992	Rinde Homenaje a Abelardo Barroso	Papaito	Engineer, Mixing
- 1992	Routes of Rhythm, Vol. 3	Isaac Oviedo	Engineer, Editing
- 1992	Tango: Zero Hour	Astor Piazzolla	Engineer, Mixing
- 1992	Y Buena Que Esta...Maria	Johnny Ventura	Engineer
- 1993	Bonita	Santos Colon	Mixing
- 1993	Breakout	Papo Vazquez	Engineer
- 1993	Carlito's Way [Music from the Motion Picture]		Engineer, Mixing
- 1993	Como Nunca	Orlando Watussi	Mixing
- 1993	Latin from Manhattan	Bobby Rodriguez	Engineer
- 1993	Lo Pasado, Pasado	Junior Gonzalez	Mixing
- 1993	Lo Sabemos	Justo Betancourt	Engineer, Mixing
- 1993	Mambo Mongo [Fania]	Mongo Santamaría	Mixing, Producer, Recording, Recording Producer
- 1993	Ode to Life	Don Pullen / Don Pullen & The African-Brazilian Connection	Engineer
- 1993	Otra Noche Caliente	Louie Ramirez	Engineer, Mixing, Mastering
- 1993	Preparate Bailador	Ray de la Paz	Engineer
- 1993	The Late Masterpieces	Astor Piazzolla	Engineer, Mixing
- 1993	The Rough Dancer and the Cyclical Night (Tango Apasionado)	Astor Piazzolla	Mixing, Mixing Engineer
- 1993	Willie & Tito	Willie Colón / Tito Puente	Remastering
- 1994	Canta Fernando Lavoy	Los Soneros	Engineer, Mixing
- 1994	Charlie Rodriguez & Rey Reyes	Charlie Rodriguez	Engineer, Mezcla
- 1994	Conjunto Crema	Conjunto Crema	Engineer, Mixing
- 1994	Darn It!	Paul Haines	Engineer
- 1994	El Rey de Corazones	Manny Manuel	Mastering
- 1994	Familia Rmm En Vivo		Producer, Engineer, Director, Mixing
- 1994	Feliz Christmas	Orquesta de la Luz	Engineer, Mixing
- 1994	Juan Vicente Zambrano	Sonora Miami	Mixing
- 1994	Palmas	Eddie Palmieri	Mixing
- 1994	Poems by Paul Haines Musics by Many	Paul Haines	Engineer
- 1994	Salsomania	Orquesta Novel	Engineer
- 1994	Sentimiento Del Latino en Nueva York	Angel Canales	Engineer
- 1995	"Live" In Puerto Rico: June 11, 1994	Fania All-Stars	Engineer, Audio Engineer, Recording
- 1995	Arete	Eddie Palmieri	Mixing, Mastering
- 1995	Blue in the Face [Luaka Bop]		Mixing
- 1995	Cab Calloway Stands in for the Moon	Conjure	Engineer
- 1995	Catch the Feeling	The Bronx Horns	Mixing
- 1995	Charanga Casino [#2]	Charanga Casino	Engineer, Mixing
- 1995	Fiesta No Es Para Feos	Alfredito Valdez, Jr.	Engineer, Mezcla
- 1995	Hands on Percussion	Hilton Ruiz	Engineer, Mixing
- 1995	Ismael Quintana	Ismael Quintana	Engineer
- 1995	Llego La Ley	Conjunto Clasico	Engineer
- 1995	Look No Further	Rozalla	Engineer
- 1995	Luchare	Mickey Taveras	Engineer
- 1995	Otra Vez Con Amor	Vitín Avíles	Engineer
- 1995	Rip a Dip	Pucho & His Latin Soul Brothers	Recording
- 1995	Sabor de la Luz	Orquesta de la Luz	Engineer, Mixing
- 1995	Si No Bailen con Ellos, No Bailen con Nadie	Conjunto Clasico	Engineer
- 1995	Sorpresa La Flauta	Andy Harlow	Engineer, Audio Engineer, Mixing
- 1995	The Perez Family		Engineer, Mixing
- 1995	Tito's Idea	Tito Puente	Engineer, Mastering
- 1995	Trombone Man	J.P. Torres	Engineer, Mixing, Mastering
- 1995	Una Forma Mas	Vocal Sampling	Mixing
- 1995	Vacunao	Los Muñequitos de Matanzas	Engineer
- 1996	Celebremos Navidad	Yomo Toro	Engineer
- 1996	Combinacion Perfecta		Engineer, Mixing, Recording
- 1996	Cuba Jazz	Paquito D'Rivera	Engineer, Mastering
- 1996	Fuji Time	Adewale Ayuba	Engineer
- 1996	Gran Encuentro		Mastering
- 1996	Havana Calling	Maraca y Otra Vision	Mixing
- 1996	Ito Iban Echu: Sacred Yoruba Music of Cuba	Los Muñequitos de Matanzas	Engineer
- 1996	Jazzin'	Tito Puente	Engineer, Audio Engineer, Mixing, Mastering
- 1996	Nada Sera Igual	Jesus Enriquez	Engineer, Mixing
- 1996	Papa Boco	Adela Dalto	Engineer, Mixing
- 1996	Punto De Partida	Amparo Sandino	Mixing
- 1996	Salsa Explosion [1996]		Engineer, Post Producer, Live Recording
- 1996	Super Cuban All Stars: Made in the USA		Engineer, Mixing
- 1996	Tropical Tribute to the Beatles		Mixing
- 1996	TropiJazz All-Stars, Vol. 1	TropiJazz All-Stars	Engineer, Mixing, Mastering
- 1996	Vortex	Eddie Palmieri	Engineer, Mastering
- 1997	A Thousand Nights and a Night (Shadow Night)	Kip Hanrahan	Engineer, Mixing
- 1997	Cuban Gold, Vol. 3: Mambo Me Priva		Mastering
- 1997	De Corazón	Gilberto Santa Rosa	Mixing
- 1997	De Vacaciones	Vocal Sampling	Mixing
- 1997	Island Eyes	Hilton Ruiz	Engineer, Mixing, Mastering
- 1997	Monsters from the Deep	Ned Sublette / Lawrence Weiner	Engineer, Mastering
- 1997	Que Vacile Mi Gente	D'Mingo	Mixing
- 1997	Reconfirmando	Johnny Almendra	Mastering
- 1997	Rise	Veronica	Mixing
- 1997	TropiJazz All-Stars, Vol. 2	TropiJazz All-Stars	Engineer, Mixing, Mastering
- 1998	Bele Bele en La Habana	Chucho Valdés	Engineer, Mixing, Mixing Engineer
- 1998	Cielo de Acuarela	Lourdes Robles	Engineer, Mixing
- 1998	Como Tu Quieras	Ray de la Paz	Engineer
- 1998	Cuban Gold, Vol. 5: Pa Bailar		Mastering
- 1998	Dance with Me		Engineer, Mixing
- 1998	Dancemania '99: Live at Birdland	Tito Puente	Engineer, Mixing
- 1998	Demasiado Corazon	Willie Colón	Mixing
- 1998	El Rumbero del Piano	Eddie Palmieri	Engineer, Mixing
- 1998	Imaginate	Raúl Paz	Engineer
- 1998	Live	Chucho Valdés	Mixing
- 1998	Live [CD]	Los Jovenes del Barrio	Mixing
- 1998	Nadie Nos Va a Detener	Salsa Kids	Mastering
- 1998	Regalo del Ciego (Blindman's Gift)	Son de Loma	Engineer, Mixing
- 1998	Shadow Nights, Vol. 1	Kip Hanrahan	Engineer
- 1999	Ahora	Manny Oquendo	Engineer
- 1999	Ancestral Reflections	Frank Emilio Flynn	Engineer, Mixing
- 1999	Briyumba Palo Congo	Chucho Valdés	Engineer
- 1999	Cambucha	Milton Cardona	Engineer
- 1999	Cowboy Rumba	Ned Sublette	Engineer
- 1999	El Son de Ahora	Carolina Laó	Mixing
- 1999	Mambo Birdland	Tito Puente	Engineer, Mixing
- 1999	Piazzolla: La Camorra	Astor Piazzolla	Engineer
- 1999	Shadow Nights, Vol. 2	Kip Hanrahan	Engineer
- 1999	Simplemente Yayo	Yayo el Indio	Mixing Engineer, Recording
- 1999	Tratame Como Soy	Nora	Mixing Engineer
- 2000	A Calm in the Fire of Dances	Deep Rumba	Engineer
- 2000	A Golpe de Folklore	Grupo Niche	Engineer
- 2000	Absolute Benson	George Benson	Engineer
- 2000	Asi Soy	Charlie Cruz	Engineer, Mixing, Remix Engineer
- 2000	Carambola	Chico O'Farrill	Mixing
- 2000	Celia Cruz and Friends: A Night of Salsa	Celia Cruz	Producer, Mixing, Live Recording
- 2000	Es Deferente	Los Jovenes del Barrio	Producer
- 2000	Latitudes	Alfredo de la Fé	Engineer, Mixing
- 2000	Live at the Village Vanguard	Chucho Valdés	Engineer
- 2000	Los New Yorkinos	Manny Oquendo	Engineer, Mixing Engineer
- 2000	Masterpiece/Obra Maestra	Eddie Palmieri / Tito Puente	Engineer, Mixing
- 2000	Men in Salsa	Puerto Rican Power Orchestra	Mixing
- 2000	Romantico Y Salsero	Raúl Marrero	Mixing
- 2000	Soneros de Cuba Y New York	Angelo Vaillant	Engineer
- 2000	Soy La Ley	Pete "El Conde" Rodríguez	Remastering
- 2001	60 Anos de Historia Grabado en Copacabana		Engineer, Mixing
- 2001	Cambio de Tiempo	Vocal Sampling	Engineer, Mixing
- 2001	Gourmet Music Deluxe: Brazil		Engineer, Mixing
- 2001	Intenso	Gilberto Santa Rosa	Engineer, Mixing, Recording
- 2001	La Negra Tiene Tumbao	Celia Cruz	Mixing Engineer
- 2001	Selections 1997-2000	Monday Michiru	Engineer, Mixing
- 2001	Shadows in the Air	Jack Bruce	Engineer, Mixing
- 2001	Solo: Live in New York	Chucho Valdés	Sequencers
- 2001	Un Chico Malo	Charlie Cruz	Engineer
- 2001	Wild Wild Salsa	Puerto Rican Power Orchestra	Mixing Engineer
- 2002	2002 Latin Grammy Nominees		Engineer
- 2002	Brazilian Flavour, Vol. 2		Engineer, Mixing
- 2002	Caraluna	Bacilos	Engineer, Mixing
- 2002	Jamming	Luis "Perico" Ortíz	Engineer, Mezcla
- 2002	La Perfecta II	Eddie Palmieri	Engineer, Mixing, Mixing Engineer
- 2002	Le Preguntaba a la Luna	Víctor Manuelle	Mastering
- 2002	Mal Acostumbrado	Fernando Villalona	Engineer, Mixing
- 2002	Muy Agradecido	Tito Nieves	Mixing
- 2002	Tremenda Rumba! [Ahi-nama]	Maraca	Engineer, Mixing
- 2002	Viceversa	Gilberto Santa Rosa	Mezcla
- 2003	A Puro Fuego	Olga Tañón	Engineer
- 2003	Cigar Lounge, Vol. 3		Engineer
- 2003	Cravin	Shae	Mixing
- 2003	Cubalive!: Recorded Live in Cuba		Editing, Post Production Engineer
- 2003	Inesperado	Frankie Negron	Engineer, Mixing
- 2003	More Jack Than God	Jack Bruce	Engineer, Mixing
- 2003	Music for My Peoples	Huey Dunbar	Engineer, Mixing Engineer
- 2003	New Conceptions	Chucho Valdés	Mixing
- 2003	Regalo del Alma	Celia Cruz	Engineer, Mezcla
- 2003	Ritmo Caliente	Eddie Palmieri	Engineer, Mixing
- 2003	Versos en el Cielo	Issac Delgado	Engineer, Mixing
- 2004	Angel Meléndez & the 911 Mambo Orchestra	Angel Meléndez	Engineer, Audio Engineer, Mixing
- 2004	Auténtico	Gilberto Santa Rosa	Engineer, Mezcla
- 2004	Ay! Que Rico	Jose Conde y Ola Fresca	Mixing Engineer
- 2004	Clásicas De Clásico	Conjunto Clasico	Engineer, Mesclatge
- 2004	Daniel Santos Con Conjunto Clasico	Daniel Santos	Engineer, Mixing
- 2004	El Panadero	Conjunto Clasico	Engineer
- 2004	Havana Dreams	Sonia Santana	Mixing Engineer
- 2004	La Experiencia	Celia Cruz	Engineer, Mastering Engineer, Recording
- 2004	Las Puertas Abiertas	Conjunto Clasico	Engineer
- 2004	Live at Yankee Stadium	Fania All-Stars	Mixing
- 2004	Rasin Kreyol	Emeline Michel	Engineer, Mixing
- 2004	Romantico	Cheo Feliciano	Remastering
- 2004	The Big 3: Live at the Blue Note	The Palladium Orchestra	Engineer, Mixing
- 2004	The Greatest Live Recordings of Fania All Stars	Fania All-Stars	Engineer
- 2004	Valio la Pena	Marc Anthony	Engineer, Audio Engineer, Mixing
- 2004	Yo!	Silvana Deluigi	Engineer
- 2005	Bembé en Mi Casa	Nachito Herrera	Mixing
- 2005	Concord Picante 25th Anniversary Collection		Engineer, Mixing, Recording
- 2005	Conjunto Candela '79	Conjunto Candela	Engineer, Mezcla
- 2005	From Croydon to Cuba: An Anthology	Kirsty MacColl	Engineer, Mixing
- 2005	Imaginate	La Charanga 76	Engineer, Mezcla
- 2005	Listen Here!	Eddie Palmieri	Engineer, Audio Engineer, Mixing
- 2005	Retrato Musical	Chocolate	Engineer
- 2005	Soy Yo	Maraca	Mixing
- 2005	The Best of Kirsty MacColl	Kirsty MacColl	Engineer
- 2006	El Maestro: A Man and His Music	Johnny Pacheco	Recording
- 2006	Every Child Is Born A Poet: The Life & Work of Piri Thomas	Piri Thomas	Engineer
- 2006	Nightlife/Essence of Life	Benitez & Nebula	Engineer
- 2006	Salsa at Woodstock Recorded Live	Bobby Rodriguez	Engineer
- 2007	A Night of Salsa: Broadway Edition	Celia Cruz	Engineer, Mixing
- 2007	Asalto Navideño, Vols. 1-2	Willie Colón / Héctor Lavoe / Yomo Toro	Engineer, Audio Engineer
- 2007	The Player	Willie Colón	Engineer, Mastering
- 2007	¡Gracias Joe Cuba!	Nils Fischer / Timbazo	Mixing, Mastering
- 2008	A Tribute to Gonzalo Asencio Tio Tom 1919-1991	El Conjunto Todo Rumbero / Orlando "Puntilla" Ríos	Audio Engineer, Mixing
- 2008	Con el Diablo en el Hombro	Damian Rivero	Mixing
- 2008	Cosquillita	Raphy Leavitt / Raphy Leavitt La Selectra Orchestra	Mixing
- 2008	Lo Que Quiero Es Fiesta!!!!	Maraca	Audio Engineer, Mixing
- 2008	The Complete Studio Albums, Vol. 1	Héctor Lavoe	Engineer, Mixing
- 2009	107th Street Stickball Team: Saboreando Pot Full of Soul	The 107th Street Stickball Team	Engineer
- 2009	Beautiful Star	Odetta	Engineer
- 2009	The Complete Studio Albums, Vol. 2	Héctor Lavoe	Engineer
- 2011	Best of Odetta	Odetta	Engineer
- 2011	Live at the Milkyway	Jack Bruce / The Cuicoland Express	Engineer
- 2011	Live in Africa [Fania]	Fania All-Stars	Engineer
- 2012	"Live" In Puerto Rico: June 11, 1994 [Video]	Fania All-Stars	Engineer
- 2013	The Very Best of Kirsty MacColl: A New England	Kirsty MacColl	Mixing
- 2018	Days: 1988-1991	Kirsty MacColl	Engineer, Mixing
- 2020	Back to the Great Sound	Calle Maestra	Mastering, Mixing
- 2022	The American Clavé Recordings	Astor Piazzolla	Engineer, Mixing